# Abbey Wood
Abbey Wood är ett område i sydöstra London, beläget i Royal Borough of Greenwich och London Borough of Bexley, nära Thamesmead, ca 17 km öster om Charing Cross i centrala London. Abbey Wood ligger historiskt sett i grevskapet Kent. Järnvägsstationen Abbey Wood öppnade 1849. En av järnvägsprojektet Crossrails ändstationer ligger i Abbey Wood.
Abbey Wood ligger 9 meter över havet och antalet invånare är 13 000.
Terrängen runt Abbey Wood är platt. Runt Abbey Wood är det mycket tätbefolkat, med 3 134 invånare per kvadratkilometer. Närmaste större samhälle är City of London, 14,1 km väster om Abbey Wood. Runt Abbey Wood är det i huvudsak tätbebyggt.